# Георги Апостолов (Ботев четник)
Вижте пояснителната страница за други личности с името Георги Апостолов.
Георги Апостолов Минчев е български националреволюционер. Участник в Априлското въстание (1876), Ботев четник.

## Биография
Георги Апостолов е роден през юни 1853 г. в семейството на богат търговец на абаджийска стока и откупвач на натуралния десятък от Ески Заара. Завършва училище в родния си град. Бил е счетоводител в търговска кантора и търговец.
Член на Старозагорския частен революционен комитет на ВРО, основан от Васил Левски. Участва в подготовката на Старозагорското въстание (1875). След неуспеха му избягва в Румъния.
През есента на 1875 г. участва в заседанията на Гюргевския революционен комитет. Определен е за помощник-апостол на Стоян Заимов в Трети Врачански революционен окръг.
През пролетта на 1876 г. с Никола Обретенов решават да се върнат в Румъния, за да организират чета, която при избухване на въстанието да донесе оръжие във Враца. Под командването на Христо Ботев, четата слиза на козлодуйския бряг на 17 май 1876 г. Секретар на четата.
Според Никола Обретенов той и Апостолов присъстват на смъртта на Христо Ботев, пронизан от куршум. След смъртта на Ботев двамата повеждат част от четниците. При местността Рашов дол (в околностите на село Лютиброд, Врачанско), се разделят. Обретенов не влиза в дола, а групата на Апостолов се скрива в каменна кошара в него. Групата на Апстолов бива обградена и четниците убити, сражавайки се с многоброен противник на 21 май 1876 г.
- Паметникът на Георги Апостолов в центъра на с. Скравена.
- Черепът на Апостолов, идентифициран в костницата на Ботевите четници в с. Скравена.